# 嘉佩乐酒店
嘉佩乐酒店（英語：Capella Resort Singapore），是一座坐落在新加坡圣淘沙岛30英畝（12公頃）的土地上的豪华度假村。它拥有112间由英国建筑师诺曼·福斯特设计的庄园、套房和客房。酒店由庞蒂亚克置地开发，于2009年3月正式开业。嘉佩乐酒店的长期住宿部“The Club at Capella Singapore”设有81间服务式公寓、顶层公寓和庄园。

## 建筑和设计
嘉佩乐酒店于2009年开业，由福斯特建築事務所与缔博建筑师事务所（英語：DP Architects Pte Ltd）合作设计。该建筑将两座建于1880年代的丹那美拉军事建筑与一座新酒店、别墅、活动空间和水疗中心融为一体。
长成控股是嘉佩乐酒店的建筑和土木承包商，千禧国际酒店集团则是其客户。

## 2018年朝美首脑会晤
2018年朝美峰会于2018年6月12日新加坡标准时间上午9时04分在该酒店举行。

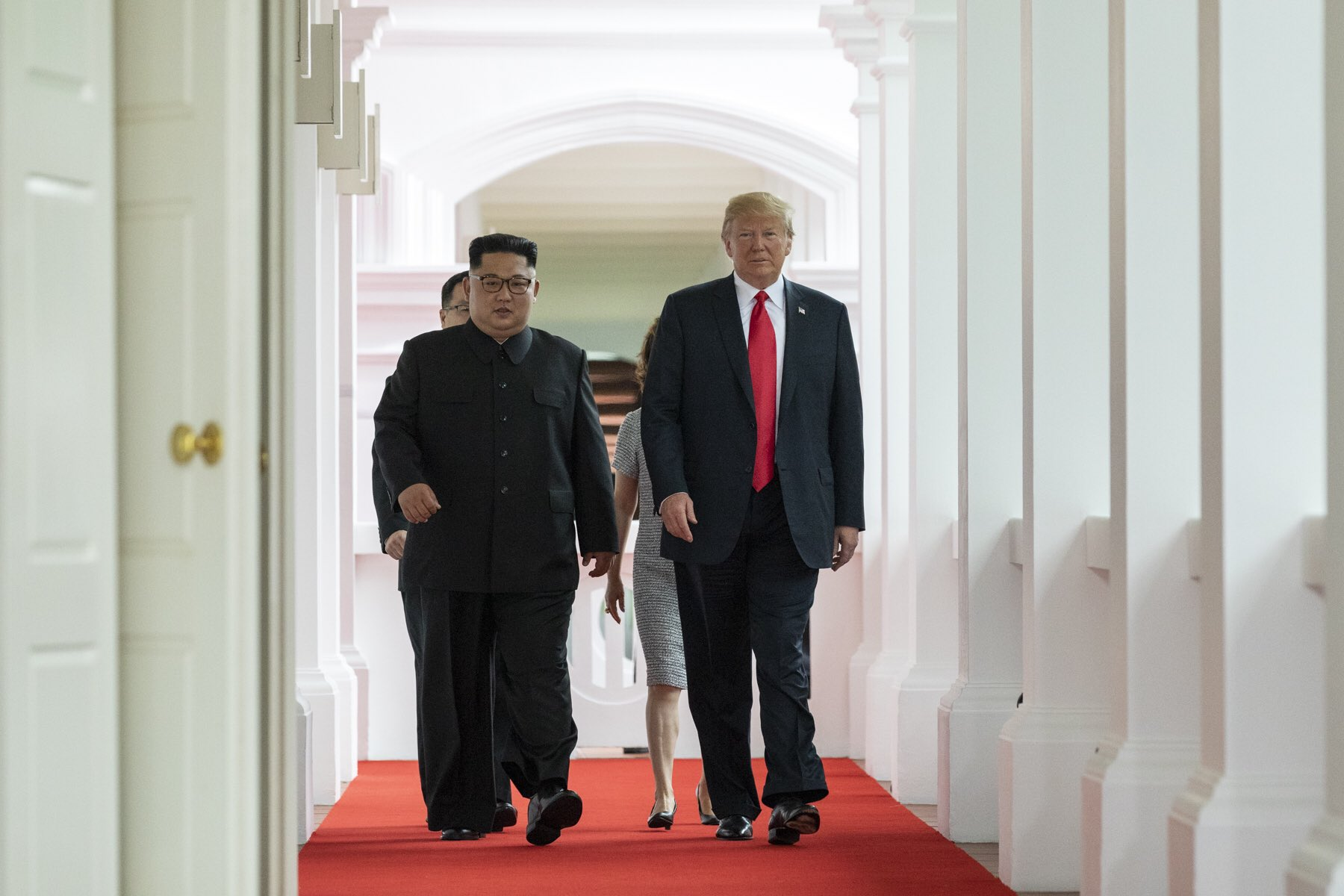
朝鲜领导人金正恩和美国总统唐纳德·特朗普在酒店散步

新加坡宣布与特金会相关的几个地点将被指定为“特别活动区”，并由两国领导人自己的个人安全团队、新加坡精英警察部队和新加坡辜加警察团保护。